# عملية شعاع الشمس
عملية شعاع الشمس هي عبارة عن سلسلة من أربع تجارب نووية أجريت في موقع اختبار نيفادا بالولايات المتحدة الأمريكية في عام 1962.
اختبرت عملية شعاع الشمس رؤوس حربية نووية «تكتيكية» صغيرة وكان أبرزها ديفي كروكيت. كانت عملية شعاع الشمس معروفة أيضا باسم عملية دومينيك الثانية.
كان المعلم الرئيسي لعملية شعاع الشمس هو انهاء سلسلة التجارب النووية الأخيرة على موقع اختبار نيفادا التي أجرتها الولايات المتحدة في الغلاف الجوي. منذ عملية شعاع الشمس تم إجراء جميع التجارب النووية الأمريكية تحت الأرض وفقا لمعاهدة حظر التجارب الجزئية.